# Alfred Pellan
Alfred Pellan (* 16. Mai 1906 in Québec; † 31. Oktober 1988 in Laval/Québec) war ein kanadischer Maler.

## Leben
Pellan war seit seiner frühesten Zeit an Kunst interessiert und begann im Alter von 14 Jahren zu malen. Ein Gemälde aus dieser Zeit, Les fraises, ist erhalten. Während seines Studiums an der  École des beaux-arts de Québec gewann er 1923 einen Ersten Preis beim Salon de l’École des beaux-arts, und die National Gallery of Canada kaufte sein Gemälde Coin du vieux Québec. Als Stipendiat der Provinz Québec reiste er mit seinem Freund Omer Parent 1926 nach Paris, wo er bis 1940 bleiben sollte.
An der École nationale supérieure des beaux-arts de Paris besuchte er die Klassen von Lucien Simon, außerdem studierte er an der  Académie de la Grande Chaumière und der Académie Colarossi und lernte die Maler Max Ernst, Fernand Léger, Pablo Picasso und Joan Miró kennen. Der surrealistische Schriftsteller André Breton wurde sein Freund. Bei einer Ausstellung von Werken der Schüler Simons gewann er 1930 den Ersten Preis. 1935 nahm er an einer Gruppenausstellung in der Galerie de Quatre-Chemins teil und hatte seine erste Einzelausstellung in der von Paul Ranson gegründeten Académie Ranson. Im gleichen Jahr gewann er beim Salon d’art mural den Ersten Preis mit dem vom Kubismus inspirierten Werk Instruments de musique – A.
Seine erste kommerzielle Ausstellung hatte Pellan 1939 in der Galerie Jeanne Bucher. Dies war eine Gruppenausstellung gemeinsam mit Georges Braque, Max Ernst, Wassily Kandinsky, Fernand Léger, Pablo Picasso, Jean Arp und Alberto Giacometti. Der Politiker Georges Huisman und der Historiker Robert Rey erwarben 1937 Nature morte à la lampe für den Fonds national d’art contemporain.
Der Ausbruch des Zweiten Weltkrieges zwang Pellan zur Rückkehr nach Kanada. Eine Sammlung von 161 Gemälden stellte er 1940 im Musée de la Province in Québec und später bei der Art Association of Montreal aus. Er zog dann nach Montreal, wo er zunächst ein Studio mit Philip Surrey teilte und dann ein eigenes Atelier eröffnete. 1941 nahm er an der von Marie-Alain Couturier veranstalteten Exposition des Indépendants – u. a. neben Paul-Émile Borduas – teil. Auf Einladung des Künstlerpaares Jean Palardy und Jori Smith hielt er sich im Sommer 1941 in Charlevoix auf, wo mehrere Porträts von Kindern und realistische Szenen entstanden. 1942 beauftragte ihn der Botschafter Jean Désy mit einem Wandgemälde für die kanadische Botschaft in Rio de Janeiro.
1943 begann Pellan an der École des beaux-arts in Montreal zu unterrichten, wo er umgehend Konflikte mit dem konservativen Direktor Charles Maillard hatte, die 1945 zum Rücktritt des Direktors führten. Mitte der 1940er Jahre befasste sich Pellan auch mit dem Entwurf von Kostümen und Bühnenbildern für Theateraufführungen. In der Contemporary Arts Society kam es Ende der 1940er Jahre zu Auseinandersetzungen zwischen der von Pellan vertretenden Prisme d’Yeux und der von Paul-Émile Borduas geleiteten Gruppe Les Automatistes, die zum Rückzug Pellans führte.
1952 vertrat Pellan mit Goodridge Roberts, Emily Carr und David Milne Kanada bei der Biennale von Venedig. 1954 hatte er als erster kanadischer Maler eine Einzelausstellung im Musée National d’Art Moderne in Paris, die von Jean Cassou kuratiert wurde. In Kanada verwehrte ihm 1955 der Direktor Roland-Hérard Charlebois die weitere Lehrtätigkeit an der École des beaux-arts in Montreal, auch eine Ausstellung im Musée des beaux-arts de Montréal fand nicht statt. Dagegen konnte Pellan 1956 mit Unterstützung des Bürgermeisters Jean Drapeau mehr als einhundert Werke in der City Hall von Montreal ausstellen. Der Stadtrat Antoine Tremblay kritisierte hierbei Werke wie Sur la plage und Quatre femmes, die nach seiner Meinung obszön und unmoralisch seien.
Ab 1957 unterrichtete Pellan am Centre d’Art de Sainte-Adèle. In dieser Zeit entstanden mehrere Wandgemälde, u. a. für die Sekundarschule Imaculée-Conception in Granby (1960), The Prairy für den Flughafen Winnipeg und ein Glaswandbild für den Konzertsaal am Place des Arts in Montreal (beide 1963). 1959 erhielt er den Preis für Malerei und verwandte Künste der University of Alberta, und im Folgejahr veranstaltete die National Gallery of Canada eine Retrospektive seiner Werke. 1963 veröffentlichte Guy Robert eine Studie über Leben und Werk des Malers. 1965 erhielt Pellan eine Medaille des Canada Council for the Arts. 1967 wurde er als Erster Member des Order of Canada. Die University of Ottawa verlieh ihm 1969 einen Ehrendoktortitel, und das Musée d’art contemporain in Montreal widmete ihm im gleichen Jahr eine Einzelausstellung.
In den 1970er Jahren erfuhr Pellan zahlreiche Würdigungen. Die Universität Laval und die Sir Georges Williams University verliehen ihm 1971 Ehrendoktortitel, er wurde Mitglied der Royal Canadian Academy of Arts und Ehrenvorsitzender der Guilde graphique de Montréal. Die Société Saint-Jean Baptiste verlieh ihm 1972 den Prix Louis-Philippe-Hébert. Bei Retrospektiven im Musée des beaux-arts de Montreal und im Musée national des beaux-arts du Québec wurden erstmals Werke aus seiner surrealistischen Reihe Mini-bestiaires gezeigt. Eine weitere Biografie Pellans veröffentlichte Germain Lefebvre 1973. Im Folgejahr erhielt Pellan auch von der Universität Montreal einen Ehrendoktortitel.
Zwischen dem Ende der 1960er Jahre und 1980 schuf Pellan auch zahlreiche grafische Werke, oft als Neuinterpretation früherer Gemälde. 1984 wurde er „für seinen dynamischen Beitrag zur Kunsterziehung, für seinen Kampf für die unverzichtbare Freiheit des künstlerischen Ausdrucks und für seine Werke, die in Québec und im Ausland bekannt und anerkannt sind“ mit dem Prix Paul-Émile-Borduas ausgezeichnet. Nachdem er schon mehrere Jahre an perniziöser Anämie gelitten hatte, starb Pellan am 31. Oktober 1988.